# Włodzimierz (Bogojawleński)
Włodzimierz, imię świeckie Wasilij Nikiforowicz Bogojawlenskij (ur. 1 stycznia?/13 stycznia 1848 w Małej Morszewce, zm. 25 stycznia?/7 lutego 1918 w Kijowie) – prawosławny metropolita kijowski i halicki, pierwszy nowomęczennik rosyjski. 

## Młodość i wczesna działalność
Urodził się w rodzinie kapłana prawosławnego. Ukończył seminarium duchowne w Tambowie, następnie uzyskał tytuł kandydata teologii w Kijowskiej Akademii Teologicznej. W 1915 uzyskał doktorat z teologii. 
Od 1874 był wykładowcą homiletyki, liturgiki i teologii pasterskiej w seminarium w Tambowie, w roku następnym zaczął prowadzić również zajęcia dotyczące Pisma Świętego i języka niemieckiego. Równolegle pracował jako nauczyciel geografii w gimnazjum dla dziewcząt. 
31 stycznia 1882 przyjął święcenia kapłańskie, pracował w cerkwi Św. Trójcy w Tambowie. Był żonaty i miał jedno dziecko, które zmarło w dzieciństwie. Pracował jako proboszcz parafii w Kozłowie. Po tym, gdy zmarła również jego żona, złożył w 1886 śluby zakonne. W tym samym roku został archimandrytą i przełożonym monasteru Św. Trójcy w Tambowie, a następnie monasteru św. Antoniego w Nowogrodzie.

## Biskup i metropolita
13 czerwca 1888 został biskupem pomocniczym eparchii nowogrodzkiej, a w trzy lata później – biskupem Samary. W swojej eparchii zakładał bractwa cerkiewne i szkoły religijne, zaangażował się w pomoc ofiarom epidemii cholery i głodu na Powołżu w latach 90. XIX wieku. Jego działalność zwróciła na niego uwagę prokuratora Świętego Synodu Konstantina Pobiedonoscewa, za sprawą którego Włodzimierz został w październiku 1892 egzarchą Gruzji. Również na jej terenie prowadził aktywną działalność dobroczynną. 
21 lutego 1898 został honorowym archimandrytą Ławry Troicko-Siergijewskiej i metropolitą moskiewskim i kołomieńskim. Rozwinął działalność edukacyjną wśród robotników, czynnie angażując się w polemikę z ideami marksizmu. Był zdecydowanym przeciwnikiem rewolucji 1905. Tworzył również organizacje zajmujące się walką z alkoholizmem oraz wspierał działalność Elżbiety Fiodorowny i jej klasztoru. Był honorowym członkiem Galicyjsko-Russkiego Towarzystwa Dobroczynnego.
W 1912 został metropolitą petersburskim i ładoskim oraz archimandrytą Ławry św. Aleksandra Newskiego, które to godności stracił na skutek sporu z carem o rolę Rasputina w państwie i w Rosyjskim Kościele Prawosławnym. W październiku 1915 został metropolitą kijowskim i halickim. W 1917, mimo swoich monarchistycznych poglądów, warunkowo poparł Rząd Tymczasowy.

## Śmierć
Został zamordowany 25 stycznia?/7 lutego 1918 po zdobyciu Kijowa przez bolszewików pod dowództwem Michaiła Murawjowa, po wycofaniu się z niego wojsk Ukraińskiej Republiki Ludowej. Oficjalnym powodem jego zatrzymania była pogłoska o tym, jakoby metropolita ukrywał w swoim mieszkaniu na terenie Ławry Peczerskiej część pieniędzy należących do metropolii kijowskiej i odmawiał ich prawidłowego wykorzystania. 
Metropolita Włodzimierz został zatrzymany przez pięciu żołnierzy i bez sądu rozstrzelany pod ścianą ławry. Zabójcy hierarchy działali samodzielnie, będąc pod wpływem alkoholu. Ciało zamordowanego zostało porzucone w miejscu egzekucji i odnalezione dopiero następnego dnia. Jego pogrzeb odbył się 29 stycznia?/11 lutego 1918 po wystawieniu ciała w cerkwi św. Michała Archanioła w kompleksie ławry. 4 kwietnia 1992 został kanonizowany przez Rosyjski Kościół Prawosławny jako pierwszy rosyjski nowomęczennik – ofiara prześladowań komunistycznych. Na miejscu jego śmierci znajduje się dziś pamiątkowy krzyż. Relikwie świętego znajdują się w cerkwi Zwiastowania w kompleksie Dalekich Pieczar Ławry Pieczerskiej.